# Grenze zwischen Libyen und dem Tschad

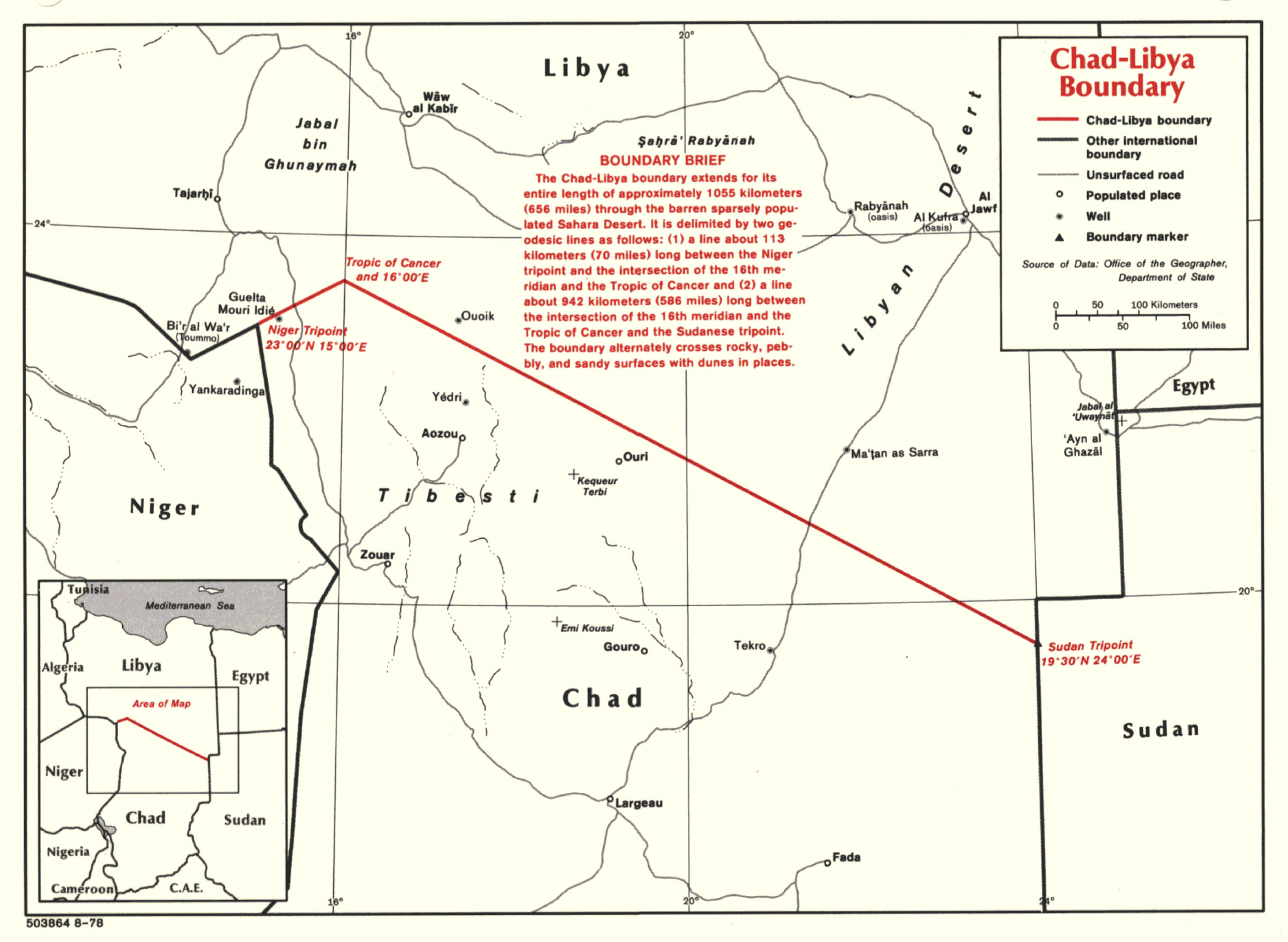
Karte des Grenzverlaufs

Die Grenze zwischen Libyen und der Republik Tschad trennt als internationale Grenze diese beiden Staaten. Sie ist 1050 km lang und erstreckt sich vom Dreiländereck Libyen-Niger-Tschad (23°00,0′N 15°00,0′E) bis zum Dreiländereck Libyen-Tschad-Sudan (19°30,0′N 24°00,0′E).

## Geschichte

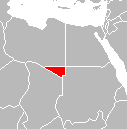
Das Sarra-Dreieck

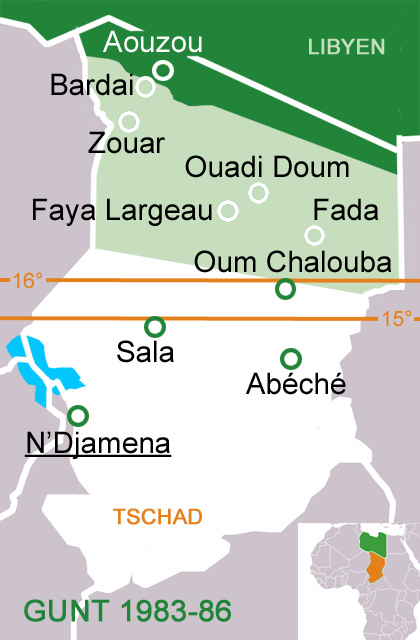
Der Aouzou-Streifen und Konfliktgebiete im nördlichen Tschad

Der Grenzverlauf geht auf die europäische Kolonialzeit zurück. 1900 errichtete Frankreich nach dem Sieg über den afro-arabischen Usurpator Rabih az-Zubayr in der Schlacht bei Kousséri (heute in Kamerun) das Militärterritorium der Länder und Protektorate des Tschad. 1908 ging dieses in Französisch-Äquatorialafrika mit der Kolonie Tschad auf.
Das Vereinigte Königreich und Frankreich schlossen am 21. März 1899 eine Vereinbarung, nach der sich der französische Einfluss östlich des Niger-Flusses nicht über eine Linie ausdehnen sollte, die vom Schnittpunkt des Wendekreises des Krebses diagonal zum Schnittpunkt mit dem 24. östlichen Längengrad verlaufen sollte, was noch heute die Grundlage für den größten Teil der tschadisch-libyschen Grenze bildet.
Das Osmanische Reich musste im Frieden von Ouchy im Jahr 1912 seine Besitzungen im heutigen Libyen (seit 1934 zu Italienisch-Libyen vereinigt) an das Königreich Italien abtreten. 1934 kam es zur Abtretung des ganz im Süden von Libyen gelegenen, bisher zum Englisch-Ägyptischen Sudan gehörenden Sarra-Dreiecks durch das Vereinigte Königreich an Italien; damit war der heutige Verlauf der Grenze erreicht. 1935 wurde zwischen Frankreich und Italien eine Verschiebung der Grenze nach Süden vereinbart (Französisch-Italienisches Abkommen, Laval-Mussolini-Pakt), diese wurde aber niemals ratifiziert (daher der durch ein Votum des Internationalen Gerichtshofs vom 3. Februar 1994 zugunsten des Tschad gelöste Streit um den Aouzou-Streifen (ein 1000 km langes, 100 km breites und 114.000 km² großes, südlich an die Grenze anschließendes Gebiet) und der Libysch-Tschadische Grenzkrieg von 1978 bis 1987). 1951 wurde das Königreich Libyen unabhängig; 1960 wurde der Tschad in die Unabhängigkeit entlassen.

## Grenzverlauf
Die Grenze beginnt im Nordwesten am Dreiländereck mit der Republik Niger (23°00,0′N 15°00,0′E) und setzt zunächst über rund 113 km die libysch-nigrische Grenze geradlinig nach Ostnordosten fort. Am Wendekreises des Krebses bei 16 Grad östlicher Länge (23°27,0′N 16°00,0′E) knickt sie nach Ostsüdosten ab und verläuft geradlinig über eine Länge von 942 km bis zum Dreiländereck mit dem Sudan. Die Grenze verläuft durchgehend innerhalb der Sahara und berührt den überwiegend südlich gelegenen Gebirgszug des Tibesti mi dem Ausläufer Bikku Bitti knapp nördlich der Grenze.

## Verkehr
Die Grenze wird von zwei Pisten, die in Libyen von Al Katrun, und zwei weiteren Pisten, die in den Kufra-Oasen beginnen, gequert.